# 2978 Roudebush
2978 Roudebush eller 1978 SR är en asteroid i huvudbältet som upptäcktes den 26 september 1978 av Harvard College Observatory. Den är uppkallad efter Susan Roudebush.
Asteroiden har en diameter på ungefär 18 kilometer och den tillhör asteroidgruppen Themis.